# 高橋幸 (社会学者)
高橋 幸（たかはし ゆき、1983年 - ）は、日本の社会学者。
専門は社会学理論およびジェンダー理論。石巻専修大学人間学部准教授。

## 経歴
1983年、宮城県に生まれる。2014年、東京大学大学院総合文化研究科博士課程を単位取得退学。2023年4月に石巻専修大学に着任。「ポストフェミニズム」論の実態やミスコンテストに関する社会学的分析を行っている。
2025年、永田夏来との共編著『恋愛社会学』が紀伊國屋じんぶん大賞2025の第13位にノミネートされた。

## 著書

### 単著
- 『フェミニズムはもういらない、と彼女は言うけれど ：ポストフェミニズムと「女らしさ」のゆくえ』 晃洋書房 2020年6月

### 共編著
- 『恋愛社会学: 多様化する親密な関係に接近する』 永田夏来・高橋幸 編 ナカニシヤ出版 2024年10月 (ISBN 9784779517662)

### 共著
- 品田知美, 水無田気流, 野田潤, 高橋幸『離れていても家族』亜紀書房 2023年8月
- 松本康, 小池靖, 貞包英之 編『社会学の基礎』有斐閣 2024年3月